# فاکس
پروژه Facsimile یک کتابخانه شبیه‌سازی رویداد گسسته سه بعدی است که می‌تواند برای پروژه‌های شبیه‌سازی صنعتی در یک محیط مهندسی و/یا تولید استفاده شود.
شبیه‌سازی‌های فاکس بر روی ماشین مجازی جاوا تحت لینوکس، سیستم عامل مک، BSD، یونیکس و ویندوز مایکروسافت اجرا می‌شوند.
Facsimile نرم‌افزار منبع باز / رایگان است و تحت نسخه ۳ مجوز عمومی عمومی کوچک گنو (LGPLv3) توزیع شده‌است.
پس از یک وقفه نسبتاً طولانی، که از حدود سال ۲۰۰۸ شروع شد، توسعه Facsimile یک بار دیگر از نوامبر ۲۰۱۲ فعال شد.